# Karl von Brockhusen
Karl Ludwig Ulrich Heinrich Friedrich Ehrenreich von Brockhusen (* 26. Juli 1770 in Göhren; † 26. Februar 1852 in Königsberg) war ein preußischer Generalmajor und Kommandant der Festung Weichselmünde und Neufahrwasser.

## Leben

### Herkunft
Seine Eltern waren der Erbherr auf Göhren und Lüschow (Wollin) Adam Christoph von Brockhusen (* 23. Februar 1718; † 20. November 1791) und dessen Ehefrau Johanna Luise Friederikem, geborene von Behm(en) († 9. Februar 1793). Der Generalmajor Wilhelm von Brockhausen (1773–1858) war sein Bruder.

### Werdegang
Brockhusen wurde am 17. September 1783 Junker im Infanterieregiment „von Lengefeld“ der Preußischen Armee. Dort avancierte er bis August 1788 zum Sekondeleutnant. Als solcher nahm er 1794 während des Feldzuges in Polen n den Kämpfen bei Czeloczin und der Belagerung von Warschau teil. Am 15. Februar 1799 wurde er dann Premierleutnant. Im Jahr 1804 kam Brockhusen zum Grenadierbataillon „von Brauchitsch“, das aus den Grenadier-Kompanien der Regimenter „von Reinhart“ und „de Courbière“ gebildet wurde. Am 17. Dezember 1805 wurde er zum Stabskapitän befördert und erhielt Urlaub, um die Napoleonischen Schlachtfelder in der Schweiz und Italien zu besuchen. Am 31. Oktober 1806 wurde er dann Generaladjutant des Generals von Reinhardt. Während des Vierten Koalitionskrieges kämpft er bei der Verteidigung von Glogau und wurde bei der Verteidigung von Danzig zweimal verwundet. Für das Gefecht bei Ohra wurde er mit dem Orden der Heiligen Anna II. Klasse ausgezeichnet. Am 6. Februar 1807 kam er in das 1. Pommerische Reserve-Bataillon und schied am 22. Januar 1807 mit Halbsold aus. Daraufhin dimittierte Brockhusen am 31. März 1808 als Major und erhielt kurz darauf die Genehmigung zum Tragen seiner bisherigen Uniform.
Zu Beginn der Befreiungskriege wurde Brockhusen am 1. August 1813 beim 4. Ostpreußischen Landwehr-Infanterie-Regiment angestellt. Er kämpfte bei der Belagerung von Danzig, wofür Brockhusen Eiserne Kreuz II. Klasse erhielt, und nahm am 10. Oktober 1813 am Gefecht bei den Schottenhäusern teil. Nach der Belagerung wurde er am 10. Februar 1814 zum Kommandanten von Weichselmünde und Neufahrwasser ernannt. In dieser Stellung stieg er bis Ende März 1821 zum Oberst auf und erhielt am 17. Mai 1821 den Orden des Heiligen Wladimir IV. Klasse. Im Frühjahr 1829 kam er zu großen Überschwemmungen bei Danzig und Weichselmünde. Dabei bewährte er sich besonders und wurde zum Dank am 22. November 1829 mit dem Roten Adlerorden III. Klasse ausgezeichnet. Am 30. März 1834 erhielt er seinen Abschied als Generalmajor mit einer Pension von 1750 Talern. Er starb am 26. Februar 1852 in Königsberg.
Während seiner Zeit als Kommandant von Weichselmünde schrieb er ein zweibändiges Werk über die Geschichte der Festung, das 1826 erschien. Vom König erhielt er dafür die Große Goldene Medaille für Wissenschaften.
Er war Erbherr auf Lüskow und Engelswalde im Kreis Braunsberg.

### Familie
Brockhusen heiratete am 9. April 1798 in Mairenburg Sophiea Karoline Klugmann (* 13. Juli 1778; † 13. Oktober 1804), eine Tochter des Kaufmanns Klugmanns. Das Paar hatte folgende Kinder:
- Karoline Luise Ernestine (* 25. März 1799; † 2. Januar 1875) ⚭ 1815 Karl Johann Christoph von Radecke (* 15. Mai 1782; † 15. Oktober 1843), Oberst und Pionierinspekteur[2]
- Rudolf Karl Wilhelm Ernst (* 19. September 1802; † 15. Dezember 1857) ⚭ Pauline Ottilie Telschow (* 26. Juni 1823; † 11. Mai 1895)

Am 17. Oktober 1809 heiratete er in Rastenburg Amalie von Heyking (* 27. Oktober 1777; † 19. Februar 1852). Sie war die Witwe des Kapitäns Josef von Schau, der am 4. März 1807 im Gefecht bei Derschau fiel. Aus der Ehe ging der Sohn Karl Ferdinand (* 13. November 1810; † 11. April 1888), Hauptmann a. D. hervor.